# 제 여공
제 여공(齊厲公, ? ~ 기원전 816년, 재위 기원전 824년 ~ 기원전 816년)은 제나라의 제9대 후작으로, 이름은 무기(無忌)이다.

## 사적
아버지 제 무공이 죽자 제후가 되었다.
여공 9년(기원전 816년), 여공이 포악하였으므로, 제나라 사람들은 여공의 할아버지 제 헌공이 쫓아낸 제 호공의 아들을 모셔와 제후로 옹립하고자 해 여공을 공격하여 죽였다. 그러나 호공의 아들도 전사했으므로 여공의 아들 적이 뒤를 이어 제 문공이 되었다.

## 가정
- 제 무공 (아버지)
  - 제 여공
    - 제 문공 (아들)